# دودلي هولينغسوررث بوين جونيور
دودلي هولينغسوررث بوين جونيور (بالإنجليزية: Dudley Hollingsworth Bowen Jr.)‏ هو محامي وقاضي أمريكي، ولد في 25 يونيو 1941 في أوغستا في الولايات المتحدة.